# Primera División (Argentinien) 1961
Die Primera División 1961 war die 31. Spielzeit der argentinischen Fußball-Liga Primera División. Begonnen hatte die Saison am 16. April 1961. Der letzte Spieltag war der 1. Dezember 1961. Als Aufsteiger kam der CA Los Andes aus der Primera B Nacional dazu. Der Racing Club beendete die Saison als Meister und wurde damit Nachfolger des CA Independiente. Man qualifizierte sich damit für die Copa Libertadores 1962. In die Primera B Nacional musste der CA Lanús und der CA Los Andes absteigen. Die Absteiger wurden unter Berechnung der Leistungen der letzten drei Jahre ermittelt.

## Abschlusstabelle
| Pl. | Verein                      | Sp. | S  | U  | N  | Tore    | Diff. | Punkte |
| --- | --------------------------- | --- | -- | -- | -- | ------- | ----- | ------ |
| 1.  | Racing Club                 | 30  | 19 | 9  | 2  | 068:390 | +29   | 47     |
| 2.  | CA San Lorenzo de Almagro   | 30  | 16 | 8  | 6  | 056:350 | +21   | 40     |
| 3.  | River Plate                 | 30  | 15 | 8  | 7  | 053:300 | +23   | 38     |
| 4.  | Club Atlético Atlanta       | 30  | 13 | 11 | 6  | 049:340 | +15   | 37     |
| 5.  | Boca Juniors                | 30  | 14 | 7  | 9  | 057:330 | +24   | 35     |
| 6.  | CA Independiente (M)        | 30  | 12 | 9  | 9  | 046:400 | +6    | 33     |
| 7.  | CA Vélez Sársfield          | 30  | 10 | 11 | 9  | 043:380 | +5    | 31     |
| 8.  | Chacarita Juniors           | 30  | 12 | 7  | 11 | 049:530 | −4    | 31     |
| 9.  | Gimnasia y Esgrima La Plata | 30  | 12 | 4  | 14 | 056:530 | +3    | 28     |
| 10. | CA Huracán                  | 30  | 7  | 11 | 12 | 043:510 | −8    | 25     |
| 11. | Argentinos Juniors          | 30  | 10 | 4  | 16 | 042:560 | −14   | 24     |
| 12. | CA Lanús                    | 30  | 7  | 10 | 13 | 036:590 | −23   | 24     |
| 13. | CA Rosario Central          | 30  | 7  | 9  | 14 | 054:690 | −15   | 23     |
| 14. | Estudiantes de La Plata     | 30  | 4  | 14 | 12 | 029:470 | −18   | 22     |
| 15. | Ferro Carril Oeste          | 30  | 8  | 5  | 17 | 038:550 | −17   | 21     |
| 16. | CA Los Andes (N)            | 30  | 10 | 1  | 19 | 038:650 | −27   | 21     |

| (M) | Vorjahres-Meister                                    |
| (N) | Vorjahres-Aufsteiger aus der Primera B Nacional 1960 |

## Meistermannschaft
| Racing Club | |
|             | Norberto Anido, Raúl Belén, Roberto Manuel Blanco, Juan Carlos Cárdenas, Agustín Cejas, Omar Corbatta, Néstor De Vicente, Julio Gianella, Nicolás Gómez, Juan Carlos Mesías, Juan Murúa, Osvaldo Negri, Juan Carlos Oleniak, Anacleto Peano, Roberto Perfumo, Juan José Pizzuti, Urbano Reynoso, Federico Sacchi, Evaristo Sande, Natalio Sivo, Rubén Héctor Sosa Trainer: Saúl Ongaro |

## Torschützenliste
| Pl. | Nat.        | Spieler             | Verein                | Tore |
| --- | ----------- | ------------------- | --------------------- | ---- |
| 1   | Argentinien | José Sanfilippo     | CA San Lorenzo        | 26   |
| 2   | Argentinien | Luis Artime         | Club Atlético Atlanta | 25   |
| 3   | Argentinien | Paulo Valentim      | CA Boca Juniors       | 24   |
| 4   | Argentinien | Diego Bayo          | Gimnasia y Esgrima LP | 19   |
| 5   | Argentinien | Juan Carlos Lallana | CA Lanús              | 16   |